# Татаупа чагарниковий
Татаупа чагарниковий (Crypturellus cinnamomeus) — вид птахів родини тинамових (Tinamidae).

## Поширення
Мешкає в тропічних і субтропічних лісах Мексики і Центральної Америки. Цей вид віддає перевагу вологим низинним лісам, галерейним, широколистяним та вторинним лісам у субтропічних та тропічних регіонах, але зустрічається також у чагарникових заростях та сухих лісах на висоті до 1850 м.

## Опис
Дрібний птах, завдовжки від 27 до 29 см і вагою до 440 г. Верхні частини тіла коричневі, а нижні частини блідо-коричневі. Голова коричнева з виразним білим суперцилієм (бровою) і чітко вираженою вушною плямою. Дзьоб коричневий, ноги червоного кольору.

## Спосіб життя
Харчується переважно плодами, які збирає на землі та в низьких кущах. Він також харчується дрібними безхребетними, квітковими бруньками, молодим листям, насінням та корінням. Гніздо облаштовує на землі серед густої рослинності. Самці відповідають за інкубацію яєць, які можуть бути від кількох самиць. Також самці доглядають за пташенятами доки вони не стануть самостійними, зазвичай на 2-3 тижні.